# Kissi money
Kissi money o Kissi penny era una valuta in uso alla fine del XIX secolo presso i popoli Kissi, Loma e Gbandi dell'Africa occidentale, nell'area corrispondente agli attuali stati della Liberia, Sierra Leone e Guinea.

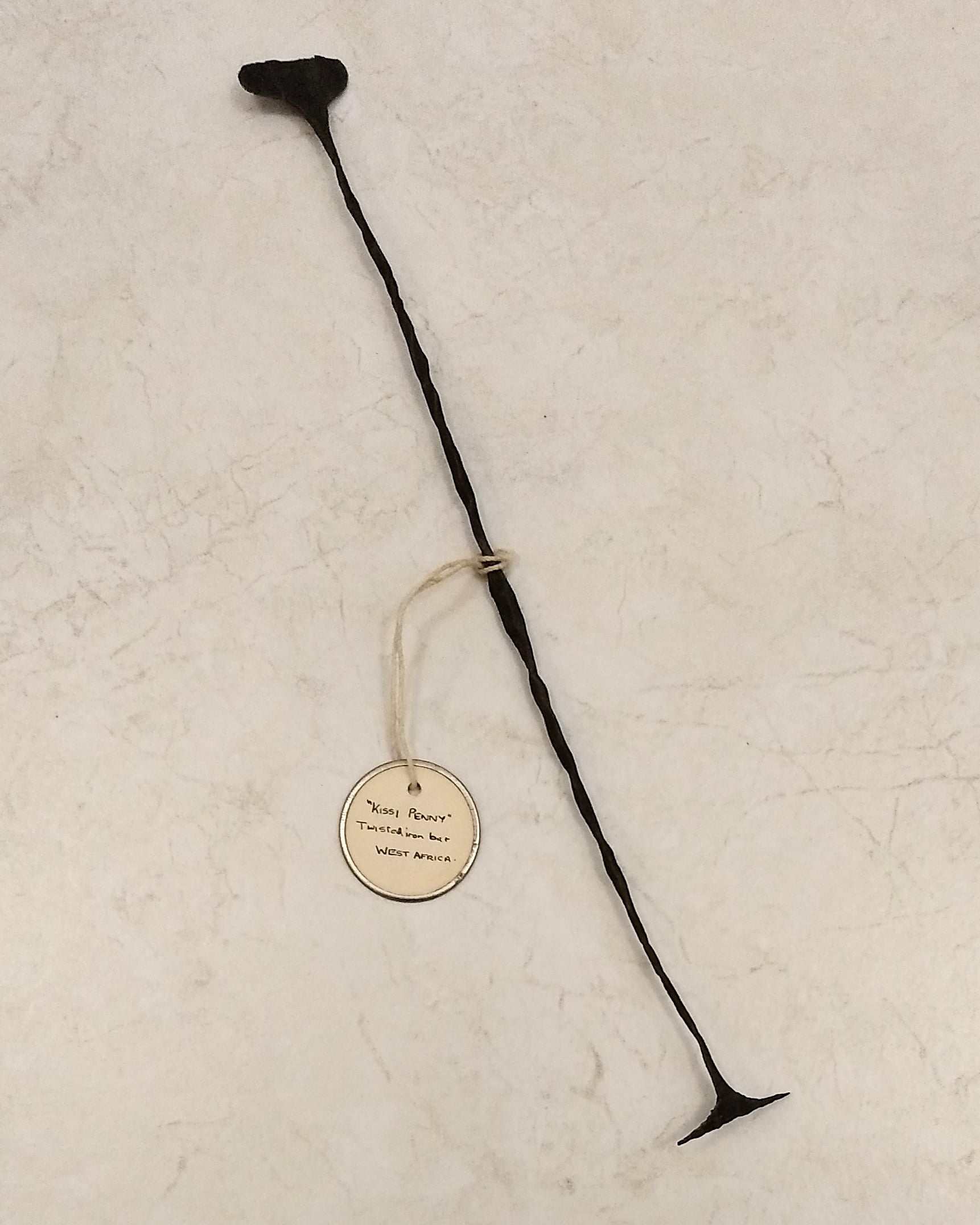
Kissi penny singolo

## Circolazione
Grazie alle attività navali e commerciali delle popolazioni locali, specialmente dei Kru, i kissi penny circolarono ampiamente lungo la costa dell'Africa occidentale e centrale.
Nessun registro storico riporta l'uso di questa moneta prima degli ultimi anni del diciannovesimo secolo (c. 1880), mentre continuò ad essere usata fino a quando venne gradualmente sostituita dalle monete coloniali (in Sierra Leone negli anni 1940 circa e in Liberia addirittura fino agli ultimi anni 1980).

## Aspetti religiosi
Anche dopo la dismissione del loro uso come valuta, i kissi penny hanno continuato ad essere usati nella società della regione, ad esempio come gettoni rituali tra i Poro e i Sande; come dote, e anche come decorazioni sulle tombe. Probabilmente per quest'ultimo motivo, ad un certo punto, queste monete acquisirono aspetti spirituali e, di conseguenza, quando se ne rompeva uno, veniva considerato senza valore e non poteva più circolare, finché uno Zoe (stregone) lo riparava in una particolare cerimonia. A causa di questa pratica iniziarono ad essere chiamati "monete con un'anima."
I viaggiatori europei li considerarono una curiosa forma di moneta primitiva e molti di loro iniziarono a collezionarli e depositarli in musei. Tutt'oggi continuano ad essere oggetto dei mercati d'arte e di curiosità, suscitando un certo interesse anche per la numismatica.